# Paterson Inlet/Whaka a Te Wera
Koordinaten: 46° 56′ S, 168° 5′ O
Paterson Inlet/Whaka a Te Wera ist ein großer Naturhafen an der Ostküste von Stewart Island im Süden von Neuseeland.

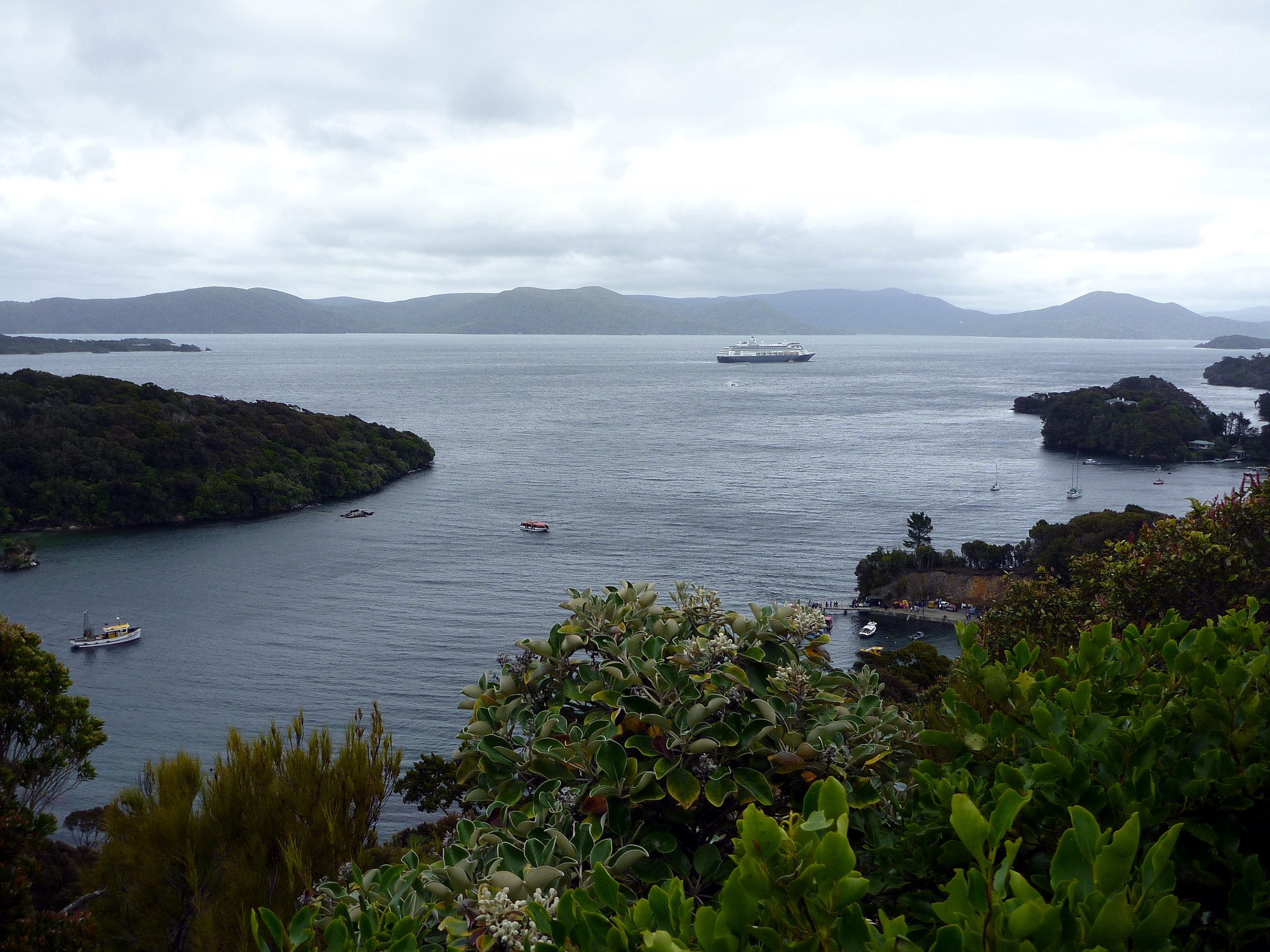
Kreuzfahrtschiff in der Paterson Bucht vom Observation Rock in Oban aus gesehen, im Vordergrund die Golden Bay

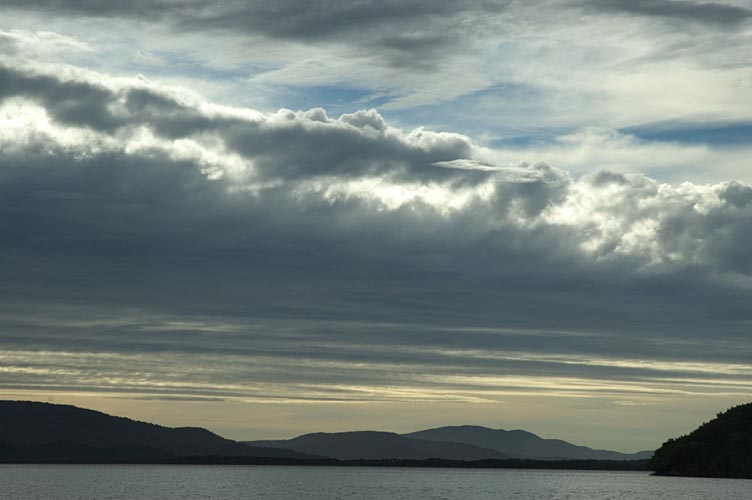
Paterson Inlet bei Sonnenuntergang

Die Region wurde zuerst von den Māori bewohnt, die auf der Halbinsel The Neck siedelten, die sich von der Südküste in die Mündung des Hafens erstreckt. Die einzige Stadt von Stewart Island, Oban, liegt an der Nordküste des Inlets nahe seiner Mündung. Die Gegend wurde früher als Basis für den Walfang auf Südkaper genutzt. Die Bestände wurden stark dezimiert, in den letzten Jahren wurden aber des Öfteren wieder Wale gesichtet.
Paterson Inlet/Whaka a Te Wera hat drei Hauptarme: Der North Arm und der South West Arm liegen im oberen Teil der Bucht, 15 km von der Mündung entfernt. Der dritte Arm, die Big Glory Bay liegt hinter der Halbinsel The Neck im Südosten. In das Paterson Inlet/Whaka a Te Wera münden der Rakeahua River und der Freshwater River. Letzterer ist der Abfluss eines großen sumpfigen Gebietes, das einen großen Teil des Nordteiles der Insel bedeckt.
Im Inlet liegen mehrere Inseln, die bedeutenderen davon sind Ulva Island und Native Island.
Im Juni 2004 kündigte die Regierung an, das Paterson Inlet/Whaka a Te Wera als Te Whaka a Te Wera Mätaitai Reserve zum mataitai (Schutzgebiet) zu erklären.